# Ибн Мукла
Ибн Му́кла (араб. ابن مقلة‎; род. 885 или 886 — ум. 940) — чиновник персидского происхождения, занимавший высокие посты при Аббасидах в Багдаде. Трижды становился визирем в 928—930, 932—933 и 934—936 годах. Один из выдающихся арабских каллиграфов Аббасидской эпохи, разработавший традиционные арабские почерки.

## Биография
Ибн Мукла родился в Багдаде в 233 году хиджры (885 или 886 год). В начале своей карьеры работал собирателем земельных налогов в Персии (Фарс). Когда в 908 году (296 год хиджры) Али ибн аль-Фурат стал визирем Ибн Муклу назначили на важный пост секретаря при центральной администрации, он заведовал вскрытием и отправкой официальных писем. Он продолжил сотрудничать с Али ибн аль-Фуратом и во время его второго визирьства в 917—919 годах, но в период третьего визирьства ему не нашлось места среди окружения Ибн аль-Фурата.
Визирь Али ибн Иса во время своего второго визирьства (917—928 годы) назначил Ибн Муклу главой дивана общественного имущества. В этот период он смог войти в доверие к хаджибу Насру аль-Кушури и впоследствии был назначен на пост визиря в 928 году и занимал его до 930 года. Ибн Мукла смог достойно справиться с финансовыми трудностями, возникшими в тот период, но не смог примирить между собой военных предводителей и во время его визирьства в 929 году состоялся неудачный дворцовый переворот. Он сохранил свой пост, но далее был вынужден прислушиваться к мнению уже упомянутого Али ибн Исы.
Всего Ибн Мукла трижды становился визирем и каждый раз лишался своего поста в результате политических интриг. После третьего визирьства он был заключён под стражу и умер в тюрьме в 940 году.

## Вклад в каллиграфию
Теория о «пропорциональном письме» (аль-хатт аль-мансуб), согласно которой формы букв могут тщательно калиброваться и контролироваться с помощью серии соотношений, впервые была выдвинута Ибн Муклой. Он и два других мастера каллиграфии — Ибн аль-Бавваб (ум. 1022) и Якут аль-Мустасими (ум. 1298) считаются теми, кто расширили рамки исламской каллиграфии и подняли уровень арабских почерков на новые высоты. Эти трое стали образцом для подражания для последующих поколений каллиграфов. Обучая последователей своему стилю письма, который далее из поколения в поколение переходил от учителя к ученику, они заложили основы метода преподавания каллиграфии.
Ибн Мукла основал свою пропорциональную систему вокруг двух основных форм — круга, диаметр которого равен высоте буквы алиф (ا‎), и ромбовидной точки (нукты, ٠), которая создаётся одним мазком кончика тростникового пера. В различных почерках высота алифа равна разному количеству точек-нукт. В почерке мухаккак алиф равен девяти (или восьми) точкам, в сулюсе — семи точкам, в насхе — пяти точкам, а в тауки — шести точкам.
Используя эти геометрические принципы, Ибн Мукла разработал и канонизировал шесть вышеупомянутых классических почерков. Каждый из них имел своё назначение: насх идеально подходил для записи обычных книг и маленьких экземпляров Корана (мусхаф), а мухаккак и сулюс использовался для написания больших мусхафов. Сулюс также часто использовался для декорирования переносных предметов и архитектурных поверхностей. Почеркам райхан, тауки и рика отдавали предпочтение при записи канцелярских документов и колофонов, а также использовали для украшения книжных обложек и ковровых покрытий. Райхан является меньшим вариантом почерка мухаккак, а тауки и рика характеризуются необычными связями между буквами, не присущих другим почеркам (как например, между даль د‎ и алифом ا‎).